# Asimuddin Bhoongar
Asimuddin Bhoongar († 1064./1065.) bio je kralj Sinda u Pakistanu te pripadnik dinastije Soomra. Njegovi roditelji su nepoznati, ali se zna da je bio musliman.
Nepoznata žena (supruga ili priležnica) rodila mu je barem jedno dijete — sina, Asamuddina Daulu Doda. Asimuddin Bhoongar je umro 1064./1065. te ga je naslijedio sin — poznat i kao Dodo-I — te je preko njega bio djed kraljice Zejnebe Tari (زينب تاري) i kralja Shahabuddina Sanghara.